# 10085 Jekennedy
A 10085 Jekennedy (ideiglenes jelöléssel (10085) 1990 QF5) a Naprendszer kisbolygóövében található aszteroida. Henry Holt fedezte fel 1990. augusztus 25-én.

## Kapcsolódó szócikk
- Kisbolygók listája (10001–10500)